# Violet Baudelaire
Violet Baudelaire er en fiktiv person som er hovedperson i to af Lemony Snickets bestellerromaner, En ulykke kommer sjældent alene. I de filmatiserede versioner af Lemony Snicket - En ulykke kommer sjældent alene (2004) bliver Violet spillet af Emily Browning.
En ulykke kommer sjældent alene blev igen filmatiseret i 2017 hvor Violet blev spillet af Malina Weissman